# Арканова, Валентина Фёдоровна
Арка́нова Валенти́на Фёдоровна (5 февраля 1934, Херсон — 12 июня 2013, Харьков) — советская и украинская оперная певица, (колоратурное сопрано), педагог. Народная артистка Украинской ССР.

## Биографические сведения
Петь начала в г. Николаеве, где окончила музыкальную школу и выступала в художественной самодеятельности.
В 1956 году — окончила Харьковскую консерваторию, по классу Л. Е. Куриленко.
С 1956 года — солистка Харьковского театра оперы и балета. (В дебютном спектакле её партнером был Сергей Лемешев).
С 1971 года — преподавала в Харьковском институте (университете) искусств, с 1978 — доцент, профессор кафедры сольного пения. Среди учеников: Н. Ковалёва, Л. Комиссарова, Т. Кокуратос, В. Хохлова, А. Лапин, В. Козлов.
Член правления межобластного отделения Национального союза театральных деятелей Украины в Харькове.

## Оперные роли
- Царица ночи («Волшебная флейта» В. Моцарта)
- Каролина («Тайный брак» Д. Чимароза)
- Розина «Севильский цирюльник» Дж. Россини)
- Адина («Любовный напиток» Г. Доницетти)
- Лючия («Лючия ди Ламмермур» Г. Доницетти)
- Норина («Дон Паскуале» Г. Доницетти)
- Антонида («Иван Сусанин» М. И. Глинки)
- Людмила («Руслан и Людмила» М. И. Глинки)
- Джильда («Риголетто» Дж. Верди)
- Виолетта («Травиата» Дж. Верди)
- Оскар («Бал-маскарад» Дж. Верди)
- Лакме («Лакме» Л. Делиба)
- Микаэла («Кармен» Ж. Бизе)
- Иоланта («Иоланта» П. И. Чайковского)
- Снегурочка («Снегурочка» Н. А. Римского-Корсакова)
- Марфа «Царская невеста» Н. А. Римского-Корсакова
- Недда («Паяцы» Р. Леонкавалло)
- Мими («Богема» Дж. Пуччини)
- Мюзетта («Богема» Дж. Пуччини)
- Марыльця («Тарас Бульба» Н. В. Лисенко)

## Награды и почётные звания
- Народная артистка УССР (1968).
- Орден Трудового Красного Знамени.
- Орден «За заслуги» III степени (2003)[3].
- Орден княгини Ольги III степени (2008)[4].
- Почётная грамота Харьковского городского совета (2009)[5]
- Премия Л. Витошинского.
- Премия им. А. С. Масельского.
- Премия им. Н. Ф. Манойло.